# کنستانتینا کاتسایتی
کنستانتینا کاتسایتی (انگلیسی: Konstantina Katsaiti؛ زادهٔ ۱۷ مهٔ ۱۹۸۰) بازیکن فوتبال اهل یونان است.
وی همچنین در تیم ملی فوتبال Greece بازی کرده‌است.